# Carex subantarctica
Carex subantarctica là một loài thực vật có hoa trong họ Cói. Loài này được Speg. mô tả khoa học đầu tiên năm 1907.